# ريكاردو سكامارشيو
ريكاردو سكامارشيو (بالإيطالية: Riccardo Scamarcio) (ولد في 13 نوفمبر 1979) ممثل ومنتج سينمائي إيطالي، ظهر في عدة أفلام سينمائية منها، علي ونينو (2016)، دوره «أورلاندو» في فيلم داليدا (2017)، دور «سانتينو دي أنطونيو» في جون ويك 2 (2017).

## روابط خارجية
- ريكاردو سكامارشيو على موقع IMDb (الإنجليزية)
- ريكاردو سكامارشيو على موقع ميتاكريتيك (الإنجليزية)
- ريكاردو سكامارشيو على موقع روتن توميتوز (الإنجليزية)
- ريكاردو سكامارشيو على موقع قاعدة بيانات الأفلام العربية
- ريكاردو سكامارشيو على موقع ألو سيني (الفرنسية)
- ريكاردو سكامارشيو على موقع ميوزك برينز (الإنجليزية)
- ريكاردو سكامارشيو على موقع تيرنر كلاسيك موفيز (الإنجليزية)
- ريكاردو سكامارشيو على موقع أول موفي (الإنجليزية)
- ريكاردو سكامارشيو على موقع قاعدة بيانات الأفلام السويدية (السويدية)
- ريكاردو سكامارشيو على موقع ديسكوغز (الإنجليزية)
- Riccardo Scamarcio Fanlisting نسخة محفوظة 28 يناير 2011 على موقع واي باك مشين.